# Думан, Лазарь Исаевич
Лазарь Исаевич Думан (1907, Санкт-Петербург — 29 июня 1979, Москва) — советский историк-востоковед, синолог, специалист по проблемам древней, средневековой и новой истории Китая. Доктор исторических наук (1965, кандидат 1935).
Являлся замдиректора Института востоковедения АН СССР, Института китаеведения АН СССР. Подполковник.

## Биография
Точная дата рождения неизвестна; родился в бедной семье еврея-ремесленника, происходившего из г. Двинска (ум. 1920; мать умерла ещё раньше — в 1914 г.). Затем жил самостоятельно, работал в частности счетоводом после того как в 1921 г. окончил курсы бухгалтерии.
В 1923-1926 гг. учился в вечерней школе, окончив которую поступил на Восточное отделение Ленинградского университета. Окончив вуз в мае 1930 г. будет оставлен там для научной работы, с сент. того же года учился в аспирантуре Историко-лингвистического института, а с 1932 — Института востоковедения АН СССР. В 1935 г. защитил диссертацию «Аграрная политика цинского (маньчжурского) правительства в Синьцзяне в конце ХVIII в.» (впоследствии выйдет в виде книги). После окончания аспирантуры стал старшим научным сотрудником Института востоковедения АН.
С 1936 г. преподавал в ЛВИ, а в 1937-1941 гг. — в ЛГУ. Уже в 1936 году академик-китаевед В. М. Алексеев характеризовал Думана как «очень дельного китаиста». А японистка Ф. А. Тодер говорила о нём как о «энергичном комсомольском вожаке, отличавшемся принципиальной честностью и доброжелательным подходом». С сент. 1940 г. до июня 1941 г. докторант Академии наук СССР. В июне-июле 1941 г. замдиректора Института востоковедения АН СССР.
В начале июля 1941 г. добровольцем вступил в ленинградское ополчение, как специалист будет направлен на Дальний Восток.
С июля 1941 г. по сентябрь 1952 г. проходил службу в армии, демобилизовался в звании подполковника.
Затем вернулся в Институт востоковедения АН СССР. Сергей Леонидович Тихвинский в официальной характеристике в 1963 г. отмечал, что «Думан является ведущим и одним из наиболее квалифицированных специалистов и знатоков древней и средневековой истории Китая в Советском Союзе».
Автор фундаментальных трудов, посвященных актуальным аспектам истории китайского общества и государства, начиная с эпохи древности и до периода, предшествовавшего образованию КНР. Публиковался в изд. «Вопросы истории». Участник коллективной монографии «Внешняя политика государства Цин в ХVII веке», а также «Истории МНР».
Как отмечают: «Вклад Л. И. Думана в развитие отечественного востоковедения огромен и многообразен. Ему принадлежат десятки исследовательских работ по истории Китая разных периодов, университетские курсы лекций по древней, средневековой и новой истории Китая, огромное количество статей, написанных для энциклопедических изданий и научных справочников».
Перенес инфаркт миокарда. Похоронен на Хованском кладбище.